# Taranto Football Club 1991-1992
Questa voce raccoglie le informazioni riguardanti il Taranto Football Club nelle competizioni ufficiali della stagione 1991-1992.

## Stagione
Nella stagione 1991-1992 per il Taranto si è ripetuto il canovaccio della stagione precedente: obiettivo raggiunto, quello del mantenimento della categoria, però con qualche distinguo. A partire dalla panchina, dove il tecnico Walter Nicoletti resta in sella solo fino ai primi di novembre, dopo la sconfitta interna (0-1) con il Modena, sostituito da Giampiero Vitali; poi le trentotto partite del campionato non sono bastate, per sorridere c'è voluto anche uno spareggio, giocato ad Ascoli il 20 giugno, e soprattutto vinto contro la Casertana, per ottenere una meritata, ma sudata salvezza.
Nella Coppa Italia i rossoblù nel primo turno hanno eliminato la Reggina, mentre nel secondo turno sono stati estromessi dalla competizione nel doppio confronto dal Genoa.

## Rosa

Il nuovo acquisto Giuseppe Lorenzo

| N. |                   | Ruolo | Calciatore                 |
| -- | ----------------- | ----- | -------------------------- |
|    | Italia (bandiera) | C     | Roberto Alberti Mazzaferro |
|    | Italia (bandiera) | P     | Guido Bistazzoni           |
|    | Italia (bandiera) | C     | Antonio Bitetti            |
|    | Italia (bandiera) | A     | Girolamo Bizzarri          |
|    | Italia (bandiera) | D     | Luca Brunetti              |
|    | Italia (bandiera) | D     | Antonio Cavallo            |
|    | Italia (bandiera) | D     | Gilberto D'Ignazio Pulpito |
|    | Italia (bandiera) | C     | Giorgio Enzo               |
|    | Italia (bandiera) | P     | Massimo Ferraresso         |
|    | Italia (bandiera) | C     | Giuseppe Ferazzoli         |
|    | Italia (bandiera) | A     | Salvatore Fresta           |
|    | Italia (bandiera) | D     | Simone Giacchetta          |

| N. |                   | Ruolo | Calciatore                  |
| -- | ----------------- | ----- | --------------------------- |
|    | Italia (bandiera) | C     | Giovanni Ivano Guerra       |
|    | Italia (bandiera) | A     | Giuseppe Lorenzo            |
|    | Italia (bandiera) | D     | Giuseppe Marino             |
|    | Italia (bandiera) | C     | Andrea Mazzaferro           |
|    | Italia (bandiera) | D     | Roberto Monti               |
|    | Italia (bandiera) | C     | Ciro Muro                   |
|    | Italia (bandiera) | C     | Pietro Parente              |
|    | Italia (bandiera) | A     | Francesco Antonio Pisicchio |
|    | Italia (bandiera) | C     | Giovanni Soncin             |
|    | Italia (bandiera) | C     | Francesco Turrini           |
|    | Italia (bandiera) | D     | Marco Zaffaroni             |

## Risultati

### Serie B

#### Girone di andata
| Arbitro: | Conocchiari (Macerata) |

|                                        |           |          |
| Zanutta 27’ Zannoni 43’ D. Morello 45’ | Marcatori | 76’ Muro |

| Taranto 8 settembre 1991 2ª giornata | Taranto                   | 0 – 0 | Bologna | Stadio Erasmo Iacovone\| Arbitro: \| Pezzella (Frattamaggiore) \| |
| Arbitro:                             | Pezzella (Frattamaggiore) |       |         |                                                                   |

| Arbitro: | Arena (Ercolano) |

|                     |           |  |
| Balbo 58’ Nappi 85’ | Marcatori |  |

| Arbitro: | Trentalange (Torino) |

|                                |           |  |
| Lorenzo 37’ (rig.) Turrini 61’ | Marcatori |  |

| Arbitro: | Fucci (Salerno) |

|                           |           |          |
| Compagno 15’ Gazzaneo 35’ | Marcatori | 23’ Muro |

| Taranto 6 ottobre 1991 6ª giornata | Taranto            | 0 – 0 | Ancona | Stadio Erasmo Iacovone\| Arbitro: \| Rodomonti (Teramo) \| |
| Arbitro:                           | Rodomonti (Teramo) |       |        |                                                            |

| Arbitro: | D'Elia (Salerno) |

|                                         |           |                     |
| Cinello 24’ A. Morello 78’ Baldieri 87’ | Marcatori | 35’ (aut.) G. Ferri |

| Taranto 20 ottobre 1991 8ª giornata | Taranto       | 0 – 0 | Brescia | Stadio Erasmo Iacovone\| Arbitro: \| Rosica (Roma) \| |
| Arbitro:                            | Rosica (Roma) |       |         |                                                       |

| Arbitro: | Quartuccio (Torre Annunziata) |

|                                |           |                    |
| Battistella 6’ Protti 62’, 73’ | Marcatori | 47’ (rig.) Lorenzo |

| Arbitro: | Dinelli (Lucca) |

|  |           |            |
|  | Marcatori | 54’ Caruso |

| Arbitro: | Merlino (Torre del Greco) |

|                    |           |             |
| Carillo 78’ (aut.) | Marcatori | 29’ Lizzani |

| Arbitro: | Boemo (Cervignano del Friuli) |

|                               |           |  |
| Stringara 20’ Bertuccelli 36’ | Marcatori |  |

| Arbitro: | Fabricatore (Roma) |

|                       |           |  |
| Centofanti 12’ (aut.) | Marcatori |  |

| Lucca 1º dicembre 1991 14ª giornata | Lucchese        | 0 – 0 | Taranto | Stadio Porta Elisa\| Arbitro: \| Bettin (Padova) \| |
| Arbitro:                            | Bettin (Padova) |       |         |                                                     |

| Arbitro: | Scaramuzza (Mestre) |

|             |           |  |
| Parente 26’ | Marcatori |  |

| Arbitro: | Boggi (Salerno) |

|             |           |  |
| Taccola 19’ | Marcatori |  |

| Arbitro: | Cardona (Milano) |

|                        |           |  |
| Turrini 37’ Soncin 89’ | Marcatori |  |

| Arbitro: | Boemo (Cervignano del Friuli) |

|                 |           |              |
| Bivi 81’ (rig.) | Marcatori | 77’ Brunetti |

| Taranto 19 gennaio 1992 19ª giornata | Taranto         | 0 – 0 | Piacenza | Stadio Erasmo Iacovone\| Arbitro: \| Chiesa (Milano) \| |
| Arbitro:                             | Chiesa (Milano) |       |          |                                                         |

#### Girone di ritorno
| Arbitro: | De Angelis (Civitavecchia) |

|                  |           |  |
| Turrini 57’, 69’ | Marcatori |  |

| Arbitro: | Brignoccoli (Teramo) |

|           |           |  |
| Detari 2’ | Marcatori |  |

| Taranto 9 febbraio 1992 22ª giornata | Taranto         | 0 – 0 | Udinese | Stadio Erasmo Iacovone\| Arbitro: \| Boggi (Salerno) \| |
| Arbitro:                             | Boggi (Salerno) |       |         |                                                         |

| Arbitro: | Nicchi (Arezzo) |

|              |           |             |
| Montrone 39’ | Marcatori | 33’ Lorenzo |

| Arbitro: | Beschin (Legnago) |

|             |           |                       |
| Turrini 66’ | Marcatori | 83’ (aut.) Bistazzoni |

| Ancona 1º marzo 1992 25ª giornata | Ancona               | 0 – 0 | Taranto | Stadio Dorico\| Arbitro: \| Trentalange (Torino) \| |
| Arbitro:                          | Trentalange (Torino) |       |         |                                                     |

| Taranto 15 marzo 1992 26ª giornata | Taranto            | 0 – 0 | Lecce | Stadio Erasmo Iacovone\| Arbitro: \| Stafoggia (Pesaro) \| |
| Arbitro:                           | Stafoggia (Pesaro) |       |       |                                                            |

| Arbitro: | Collina (Bologna) |

|             |           |            |
| Saurini 65’ | Marcatori | 86’ Fresta |

| Arbitro: | Bettin (Padova) |

|                               |           |               |
| G. Marino 13’ Soncin 19’, 56’ | Marcatori | 2’ Ficcadenti |

| Arbitro: | Sguizzato (Verona) |

|            |           |  |
| Caccia 19’ | Marcatori |  |

| Venezia 12 aprile 1992 30ª giornata | Venezia                    | 0 – 0 | Taranto | Stadio Pierluigi Penzo\| Arbitro: \| De Angelis (Civitavecchia) \| |
| Arbitro:                            | De Angelis (Civitavecchia) |       |         |                                                                    |

| Arbitro: | Cinciripini (Ascoli Piceno) |

|              |           |  |
| Brunetti 88’ | Marcatori |  |

| Arbitro: | Dinelli (Lucca) |

|              |           |             |
| Paolucci 67’ | Marcatori | 38’ Turrini |

| Arbitro: | De Angelis (Civitavecchia) |

|            |           |                |
| Fresta 46’ | Marcatori | 56’ Di Stefano |

| Arbitro: | Quartuccio (Torre Annunziata) |

|                                  |           |  |
| Lerda 29’ Jozic 31’ Amarildo 67’ | Marcatori |  |

| Taranto 24 maggio 1992 35ª giornata | Taranto                       | 0 – 0 | Pisa | Stadio Erasmo Iacovone\| Arbitro: \| Boemo (Cervignano del Friuli) \| |
| Arbitro:                            | Boemo (Cervignano del Friuli) |       |      |                                                                       |

| Arbitro: | F. Baldas (Trieste) |

|                                 |           |  |
| Campilongo 18’, 51’ Cerbone 68’ | Marcatori |  |

| Arbitro: | Bazzoli (Merano) |

|                 |           |                |
| Lorenzo 7’, 13’ | Marcatori | 79’ Martorella |

| Arbitro: | Nicchi (Arezzo) |

|  |           |                 |
|  | Marcatori | 11’ (rig.) Muro |

#### Spareggio salvezza
| Arbitro: | Amendolia (Messina) |

|                |           |                         |
| B. Carbone 67’ | Marcatori | 37’ Turrini 111’ Fresta |

### Coppa Italia

#### Turni preliminari
| Arbitro: | Dinelli (Lucca) |

|                                 |           |            |
| Lorenzo 57’, 71’ F. Turrini 79’ | Marcatori | 90’ Soncin |

| Reggio Calabria 25 agosto 1991 Primo turno - Ritorno | Reggina       | 0 – 0 | Taranto | Stadio Comunale\| Arbitro: \| Rosica (Roma) \| |
| Arbitro:                                             | Rosica (Roma) |       |         |                                                |

| Arbitro: | Boggi (Salerno) |

|  |           |             |
|  | Marcatori | 87’ Pacione |

| Arbitro: | Fucci (Salerno) |

|                     |           |                |
| Aguilera 107’, 116’ | Marcatori | 36’ Giacchetta |